# Chronologie de l'horlogerie
Bien que la mesure des heures remonte à la plus haute Antiquité et que des instruments existaient déjà comme le cadran solaire, il a fallu attendre le Moyen Âge pour que la mécanique commence à jouer un rôle dans l'horlogerie. Cette longue histoire a été marquée par une progression lente qui a pris des siècles. Au XXe siècle l'arrivée de l'électricité et de l'électronique a transformé en profondeur les systèmes de mesure du temps.

## Moyen Âge

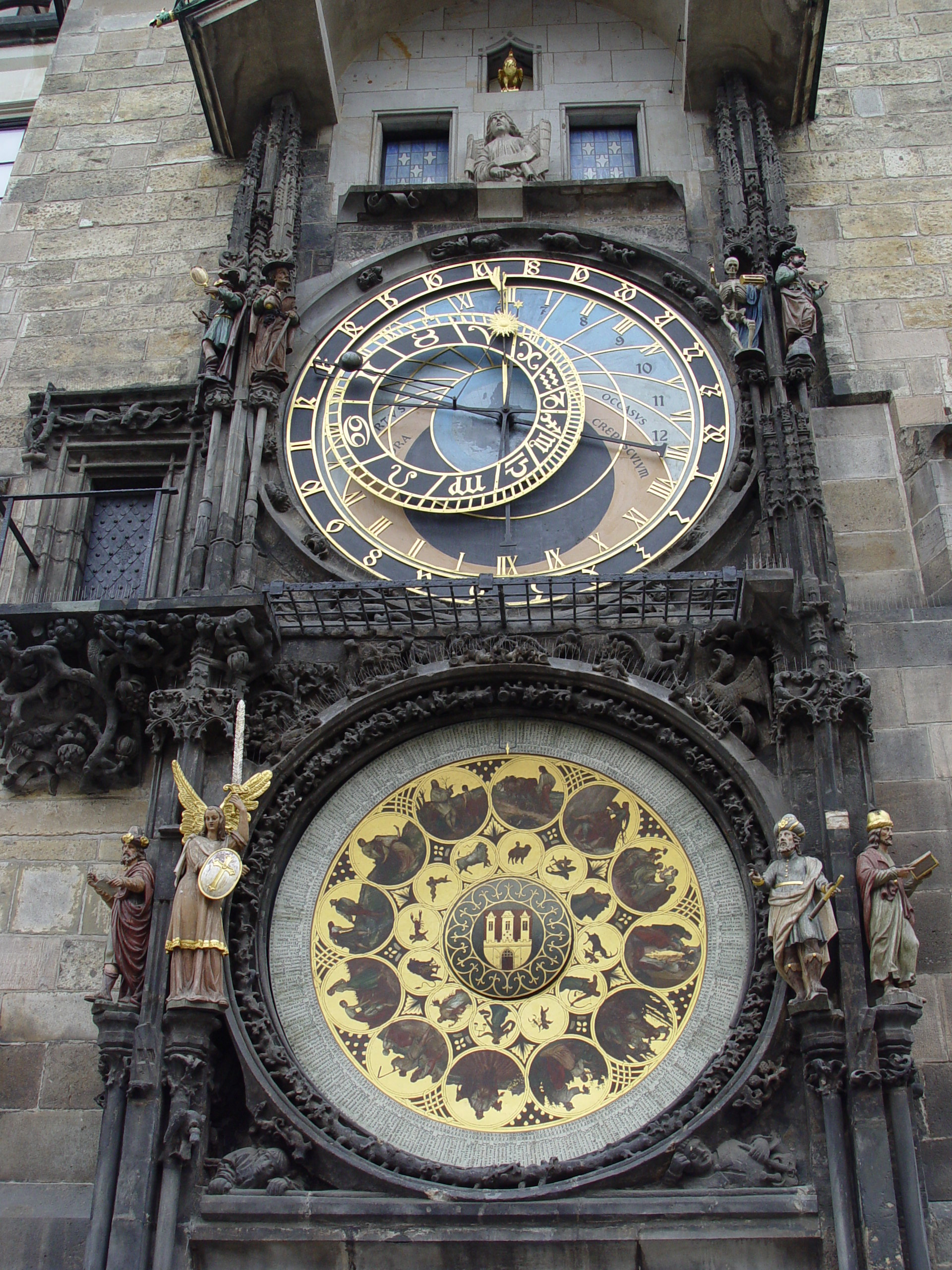
L'horloge astronomique de Prague

- 1364 : Une des premières horloges était la machine de Giovanni Dondi, bâtie de 1348 à 1364[1].
- 1386 : L'horloge de Salisbury est l'horloge mécanique restante la plus ancienne fonctionnant.
- 1389 : L'horloge astronomique de Rouen est la plus ancienne horloge connue possédant le train de sonnerie de quarts.
- Vers 1400 : L'horloge gothique à foliot commence à apparaître.
- 1410 : L'horloge astronomique de Prague aurait été construite par Nicolas de Kadau[2].
- 1450 : Apparition du ressort.
- 1495 : L'horloge astronomique de Prague est remaniée par le maître Hanuš de la Rose[3].
- 1490 à 1500 : Dessin montrant un type de stackfreed avec action verticale (invention servant à réguler la force motrice).

## XVeetXVIesiècles
- 1494 : Léonard de Vinci dessine un dispositif constituant un échappement à verge avec un pendule court à fixation rigide
- 1513 : À Nuremberg la mode, petites horloges portatives et à sonnerie automatique. Montres en forme de boîtes cylindriques.
- 1518 : À Blois, François Ier a deux dagues au manche orné de montres de Julien Coudray lui valant le titre de « maître horloger du Roi. En horlogerie, le laiton tend à remplacer le fer.
- 1524-1526 : Julien Couldray répare l'horloge astronomique de la cathédrale de Tours.
- 1525 : Des horloges de table à ressort et à cadran horizontal, en forme de boites rondes ou de cassettes carrées s'introduisent peu à peu.
- 1538 : Hans Yoncter, joaillier et orfèvre de Paris, avait déjà fourni au roi de France 10 montres à suspendre en forme de tête de mort
- 1540 : Les horloges tours à coffre de métal à quatre faces apparaissent en grand nombre.
- 1544-1620 : Vie de Isaac Habrecht horloger suisse
- 1544 : François Ier autorise la création d'une corporation des horlogers à Paris.
- 1550 : Les vis commencent à remplacer les clavettes, le mouvement à ressort apparaît sur le marché en quantité appréciable
- 1564-1642 : Vie de Galilée
- 1574 : Isaac Habrecht termine la seconde horloge astronomique
- 1578-1644 : Vie de Jean Toutin
- 1578 : Horloge astronomique de table d'Isaac Habrecht à Strasbourg,
- 1578-1592 : Jost Bürgi entre au service de Guillaume IV de Hesse.
- 1582 : Grégoire XIII instaure le calendrier grégorien le 15 octobre
- 1583 : Galilée découvre l'isochronisme des oscillations du pendule.
- 1600 : Sphère armillaire de Jost Bürgi.

## XVIIesiècle
- 1604 : Jost Bürgi devint maître horloger impérial de l'empereur Rudolph II à Prague
- 1629-1695 : Vie de Huygens, mathématicien, astronome et physicien
- 1630-1706 : Vie de Isaac Thuret
- 1630 : Jean Toutin perfectionne la peinture sur émail
- 1638 : Galilée publie ses principales théories sur les pendules
- 1641 : Galilée dessina un projet d'horloge réglée par un pendule oscillant sans la construire.
- 1650 : Petite horloge de mur dite « lanterne »
- 1657/8 : La découverte du pendule régulateur (isochronisme de la cycloïde) donne un essor prodigieux à l'horlogerie à partie de 1660
- 1657 : Christian Huygens et Salomon Coster construisirent la première horloge à pendule après le projet de Galilée
- 1660 : La montre de Blois connaît un franc succès jusqu'à cette date
- 1660 : Apparition de la montre à sonnerie de Hubert Le jeune.
- 1675 : Première montre à foliot accouplée avec un ressort spiral (balancier), conçue par Huygens et réalisée par l'horloger Isaac Thuret la même année
- 1676 : Échappement à ancre à recul de William Clément
- 1680 : Les toutes premières comtoises apparaissent dans la région de Morez
- 1686-1759 : Vie de Julien Leroy
- 1690 : Les premiers oignons sont à aiguille unique, la deuxième se généralise vers cette date
- 1700 : en Angleterre, on invente les paliers en pierres, généralisation de l'aiguille des minutes

## XVIIIesiècle

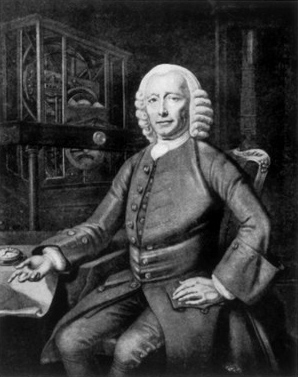
John Harrison, inventeur du chronomètre de marine, en 1768

- 1713 : Julien Le Roy, horloger du roi, reçu maître
- 1714 : l'Angleterre promet 20 000 £ à l'horloger qui réalisera un chronomètre de marine
- 1715 : Échappement à ancre de Graham en 1715 par Julien Leroy, les huiliers par Julien Le Roy
- 1717 : Pendule à équation par Julien Le Roy
- 1717-1785 : Vie de Pierre Le Roy
- 1720 : Pendule à équation à cercle mobile par Julien Le Roy
- 1720-1814 : Vie de Jean-Antoine Lépine, horloger de Louis XV, Louis XVI et Napoléon Ier
- 1725 : mouvement d'oignon avec cadran « à l'italienne »
- 1725-1730 : Perduration de l'oignon typique de l'époque Louis XIV
- 1726 : Proposition de la pendule à grill par John Harrison
- 1727 : Jean Baptiste Albert Baillon, horloger à Paris est reçu comme fils de maître
- 1727-1807 : Vie de Ferdinand Berthoud
- 1728 : Pendule à répétition pour le roi par Julien Le Roy
- 1729 : contre-pivot en grenat rectifié par Julien Le Roy
- 1730 : naissance de la châtelaine
- 1732-1799 : Vie de Pierre Augustin Caron de Beaumarchais
- 1734 : Montre à toc. Le marteau frappe sur la boite et donne un son mat, Julien Le Roy
- 1735 : H1 de John Harrison[4]
- 1739 : H2, chronomètre de marine de John Harrison[4]
- 1741 : Bâte levée, simplification pour l'ouverture des boites
- 1742 : Premier balancier Soleil par Julien Le Roy
- 1745 : Établissement de Ferdinand Berthoud à Paris, disciple de Julien Le Roy
- 1750-1843 : Vie de Pierre Bazile Lépaute
- 1751-1835 : Vie d'Antide Janvier
- 1753 : Invention de l'échappement à double virgule
- 1754 : Premier chronomètre de Ferdinand Berthoud
- 1755 : Beaumarchais devient horloger du roi, Fin du coq à fleurette, Julien Le Roy adopte le coq à monogramme: J L R.
- 1755 : Pierre Le Roy invente le balancier bimétallique dont l'emploi se généralise pour les montres dès le début du XIXe siècle. Il est composé de deux métaux de dilatation inégale permettant ainsi une plus grande précision.
- 1757 : H3 chronomètre marine de Harrison[4]
- 1758 : Adam L'Echepié, maître horloger
- 1759 : H4 montre chronomètre Harrison[4]
- 1761 : la marine britannique acquiert une supériorité par le H4 de John Harrison.
- 1762 : Ferdinand Berthoud est nommé Horloger de la marine
- 1762-1853 : Vie de Pierre François Léonard Fontaine
- 1764-1838 : Vie de Charles Percier
- 1765 : Lépine supprime la deuxième platine. Le mouvement est désormais maintenu par plusieurs ponts
- 1760 : Jusqu'à cette date les cadrans émaillés d'une pièce sont difficiles à obtenir
- 1766 : récompense de 10 000 £ à John Harrison pour son modèle H4[4]
- 1769 : Pierre Le Roy (frère de Julien Le Roy) termine son premier chronomètre de marine avec un échappement à détente.
- 1770 : Invention du calibre Lépine
- 1773 : Ferdinand Berthoud est nommé Horloger-mécanicien du Roi
- 1774 : il s'associe avec son cousin Pierre Henry puis avec son neveu Jean-Joseph jusqu'en 1811.
- 1775 : John Arnold invente à Londres le spiral cylindrique pour chronomètres
- 1777 : chronomètre de marine no 12 Paris
- 1780 : développement fondamental de la montre dite « perpétuelle » ou automatique qui apporte à Abraham Louis Breguet une grande célébrité à la cour de Versailles et dans toute l'Europe
- 1780 : les émailleurs Suisses mettent au point « l'émail de Genève ». Il s'agit d'une glaçure protectrice incolore dont on recouvre la peinture. Il fait de Genève le plus grand centre de production de boîtiers peints
- 1780 : Perfectionnement de l'échappement à virgule de Jean André Lépaute grâce à Jean Antoine Lépine
- 1782 : Breguet réalise pour la Reine Marie Antoinette la montre perpétuelle à répétition et quantième.
- 1783 : Jean Antoine Lépine cède son affaire à son propre gendre
- 1783 : Les frères Mongolfier réussissent leur premier vol en montgolfière en 1783. Pendule à la montgolfière, Adam L'Echepié

A.-L. Breguet reçoit une commande d'un officier des Gardes de la Reine : réaliser pour la Reine une montre incorporant toutes complications et tous perfectionnements possibles.

## XIXesiècle

### Révolution et Empire

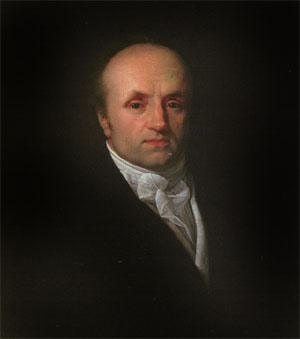
Abraham Louis Breguet.

- 1789 : La clef à cliquet dite « clef Breguet », échappement naturel fonctionnant sans huile.
- 1790 : Invention du pare-chute, dispositif anti-choc.
- 1790 : Grâce à leur succès, les montres à tact seront une constante dans la production de Breguet à la fin des années 1790
- 1793-1795 : Abraham Louis Breguet est en exil en Suisse.
- 1793-1806 : Le calendrier grégorien est remplacé par « le calendrier révolutionnaire » plus rationnel.
- 22 septembre 1794 : l'heure décimale est obligatoire.
- 1795 : première description de la pendule sympatique Développement du calendrier perpétuel. Le cylindre de rubis. Le « spiral Breguet » (ou 1801 selon sources) il réalise son spiral permettant d'éliminer les variations de fonctionnement du balancier suivant les différentes positions de la montre. Ferdinand Berthoud est nommé membre de l'Institut.
- 1796 : la montre à une aiguille dite montre de souscription, 2 horloges planétaires d'Antide Janvier, Paris.
- 1798 : brevet de l'échappement à force constante.
- 1798 : le général Bonaparte, à la veille de sa campagne en Égypte, le 24 avril il est un des premiers à faire l'acquisition d'une pendulette.
- 1799 : la montre à tact.
- 1801 : Réalisation du spiral dit « spiral Breguet » permettant d'éliminer les variations de fonctionnement du balancier suivant les différentes positions de la montre.
- 1805-1871 : Vie de Jean-Eugène Robert-Houdin.
- 1806 : Abolition par Napoléon Ier du calendrier révolutionnaire.
- 1809 : Vente au général Jean Louis Ebenezer Reynier de la montre no 1668 de Breguet à une seule aiguille.
- 1810 : Première montre bracelet de Breguet.
- 1810 : Première montre-bracelet de Breguet commandée par Caroline Murat Reine de Naples (sœur de Napoléon).
- 1812 : Première apparition des cadrans à tour d'heures excentré.
- 1815-1875 : Vie de Ferdinand Adolphe Lange qui fonde la fabrique « A. Lange & fils » en Allemagne (Lange und söhne, Dresde).

### De 1815 à 1848
- 1814, 1815 et 1816 : À la mort de Berthoud, Breguet est nommé par Louis XVIII, successivement membre du Bureau des longitudes, horloger de la Marine royale, membre de l'Académie des sciences.
- 1815 : Mise au point du chronomètre à double barillet. Deux montres anglaises destinées au marché turc
- 1819 : Membre du jury de l'Exposition nationale des produits de l'industrie. Breguet est nommé chevalier de la légion d'honneur. Nouvelle série d'innovations : montre et pendule à double mouvement, podomètre, compteur au 1/10e de seconde, chronographe à double seconde.
- 1820-1860 : Montres à doubles secondes ou « chronomètre d'observation », ancêtre du chronographe moderne (Breguet). Les rares montres munies d'un bracelet, produites entre 1820 et 1860, offrent aussi une application raffinée d'émaux incrustés, répondant aux modes du Romantisme et du Second Empire.
- 1822 : Chronographe encreur.
- 1823 : Mort d'Abraham Louis Breguet, le 17 septembre. Il a 76 ans.
- 1829 : L'échappement, signé Honoré Pons, est une version modifiée de son échappement hélicoïdal breveté en 1829.
- 1830 : Les émailleurs de la première moitié du XIXe siècle excellent dans l'emploi des émaux champlevés, quelquefois cloisonnés, pour représenter des bouquets, semis ou guirlandes de fleurs. La variété et l'éclat de leurs coloris y sont généralement intensifiés par des parties en émail noir, des motifs en or gravé des roses de diamant et des perles. Tapissant les fonds et les lunettes des montres plates à double couvercle, dites savonnettes, ces compositions sont très en vogue dans les années 1830.
- 1830 : La mécanisation de la fabrication des montres progressa rapidement. Certaines pièces deviennent interchangeables grâce à la plus grande précision de l'usinage, surtout à partir de 1870, sous l'influence du machinisme américain.
- 1830-1840 : L'évolution des calibres de montres se poursuit. Faisant suite aux calibres « I » et « II », un nouveau calibre à ponts. Ce calibre « III » qui conserve les ponts rayonnants fixés à chacun par une seule vis, fut utilisé pendant 10 ans
- 1831 : Pendulette de voyage signée Honoré Pons
- 1835 : Un calibre IV » qui possède le même pont coudé sur le barillet, mais dont le pont central enjambe la roue des minutes; il est fixé par deux vis. Dans ses réalisations les plus anciennes, le calibre IV comporte des ponts qui vont s'amincissant vers le centre, comme ceux des calibres précédents. Puis on trouvera des calibres dont les côtés sont parallèles Ce calibre donna lieu à des réalisations extra plates, l'épaisseur du mouvement ne dépassant pas 2 à 3 mm. Le remontage et la mise à l'heure se fait ainsi avec une clé à carré mâle.
- 1840 : On crée grâce à l'échappement à cylindre, un mouvement extra plat.
- 1841 : On note l'emploi du nickel.
- 1842 : Philippe Adrien après les essais d'illustres prédécesseurs construit la première montre pouvant être remontée par la couronne (sans clefs de remontage).
- 1844 : On utilise la vis sans fin dans les engrenages.
- 1845 : Ferdinand-Adolphe Lange, lance la montre de poche avec échappement à ancre à chevilles muni d'une roue d'ancre en acier et d'un balancier compensateur.

### Fin duXIXesiècle
- 1856 : Essais du premier échappement électrique.
- 1870 : Une variante plus sobre de la comtoise, cadran entouré d'un anneau de laiton : la « lunette ». Elle est destinée aux écoles, gares et bureaux.